# J.C. Heard
James Charles "J. C." Heard (10. august 1917 i Ohio – 27. september 1988 i Michigan, USA) var en amerikansk jazztrommeslager.
Heard spillede fra swing over bebop til blues. Han har spillet med Charlie Parker, Benny Carter, Coleman Hawkins, Dexter Gordon, Erroll Garner, Teddy Wilson, Dizzy Gillespie og Roy Eldridge.

## Eksterne links
- J.C. Heard på allmusic.com
- J.C. Heard biografi på moderndrummer.com Arkiveret 17. april 2011 hos  Wayback Machine